# 崔汝立
崔汝立，安徽省寧國府太平縣（辖境在今安徽省黄山市黄山区）人，清朝政治人物、進士出身。
光緒六年（1880年），参加庚辰科殿試，登進士二甲第107名。同年五月，著分部學習。